# 国際宗教同志会
国際宗教同志会（こくさいしゅうきょうどうしかい）は、大阪市大正区の金光教泉尾教会に事務局を置く、諸宗教との対話を目指す宗教者が設立した任意団体である。
昭和22年（1947年）2月15日に､当時の同志社総長牧野虎次を発起人として、金光教の三宅歳雄､大本の出口伊佐男､八坂神社の宮司高原美忠､カトリック京都司教区司教の古屋義之､日本聖公会の大国義政､一燈園の西田天香などが結成した。
世界宗教者平和会議（WCRP）の母体の一つとなった団体である。

## 委員

### 発足時
- 委員長
  - 牧野虎次（同志社）
- 主事
  - 奥村龍三（同志社）
- 常任委員
  - 出口伊佐男（大本）
  - 本田廣善（真宗大谷派）
  - 古屋義之（カトリック）
  - 岩田長三郎（天理教）
  - 三宅歳雄（金光教）
  - 西田天香（一燈園）
  - 小笠原彰真（浄土真宗本願寺派）
  - 緒方宗博（臨済宗）
  - 岡田戒玉（真言宗醍醐派）
  - 末廣愛邦（真宗大谷派）
  - 高原美忠（八坂神社）
  - 吉田隆吉（日本基督教団）
  - 吉田良光（豊国神社）
  - 荘野忠徳

## 現在
- 顧問
  - 左藤恵（大谷学園学園長）
  - 真弓常忠（住吉大社名誉宮司）
- 会長
  - 村山廣甫（曹洞宗審事院審事）
- 理事長
  - 三宅光雄（金光教泉尾教会 教会長）
- 常任理事
  - 平岡英信（清風学園理事長）
  - 大森慈祥（辯天宗管長）
  - 西村淳晨（本門佛立宗清風寺住職）
  - 佐原慶治（妙道会教団会長）
  - 西田多戈止（一燈園当番）
- 理事
  - 津江明宏（今宮戎神社宮司）
  - 松井龍一郎（天理教明城大教会 会長）
  - 三宅善信 (金光教春日丘教会 教会長 神道国際学会 理事長)
  - 松下日肆 (本門法華宗管長　大本山妙連寺貫首)
  - 左藤一義 (大谷学園 理事長)
  - 芳村正徳 (神習教教主)
  - 高井道弘 (住吉大社宮司)
  - 松本貢一（立正佼成会大阪教会 教会長）
- 監事
  - 内海雅継（金光教泉尾教会 教師）
  - 懸野直樹（野宮神社宮司）
- 事務局長
  - 三宅善信

## 来歴
- 国際宗教同志会の歴史